# 滑腹若棘鮗
滑腹若棘鮗（学名：Acanthoplesiops psilogaster），又名滑腹棘銀寶魚、棘銀寶魚、黑七夕魚，為輻鰭魚綱鱸形目鱸亞目七夕魚科的其中一種，分布於西太平洋區的台灣、日本南部及菲律賓海域，棲息深度9-12公尺，體長可達2.3公分，棲息在沙底質的垂直獨立礁，屬肉食性，雄魚有護卵的行為。

## 擴展閱讀
維基物種上的相關：滑腹若棘鮗